# Alfabeto checo
El alfabeto checo se basa en el latino y contiene las siguientes 31 letras, ordenadas alfabéticamente:
(Nótese que el dígrafo ch se considera una letra y se alfabetiza después de la h).
Además, las siguientes once letras con diacríticos se consideran variantes y se alfabetizan como la correspondiente sin diacrítico:

## Nombres de las letras
| Letra | Nombre                                                           |
| ----- | ---------------------------------------------------------------- |
| A a   | á                                                                |
| Á á   | dlouhé á á s čárkou                                              |
| B b   | bé                                                               |
| C c   | cé                                                               |
| Č č   | čé                                                               |
| D d   | dé                                                               |
| Ď ď   | ďé                                                               |
| E e   | é                                                                |
| É é   | dlouhé é é s čárkou                                              |
| Ě ě   | ije, é s háčkem                                                  |
| F f   | ef                                                               |
| G g   | gé                                                               |
| H h   | há                                                               |
| Ch ch | chá                                                              |
| I i   | í, měkké i                                                       |
| Í í   | dlouhé í, dlouhé měkké í í s čárkou měkké í s čárkou             |
| J j   | jé                                                               |
| K k   | ká                                                               |
| L l   | el                                                               |
| M m   | em                                                               |
| N n   | en                                                               |
| Ň ň   | eň                                                               |
| O o   | ó                                                                |
| Ó ó   | dlouhé ó ó s čárkou                                              |
| P p   | pé                                                               |
| Q q   | kvé                                                              |
| R r   | er                                                               |
| Ř ř   | eř                                                               |
| S s   | es                                                               |
| Š š   | eš                                                               |
| T t   | té                                                               |
| Ť ť   | ťé                                                               |
| U u   | ú                                                                |
| Ú ú   | dlouhé ú, ú s čárkou                                             |
| Ů ů   | ů s kroužkem                                                     |
| V v   | vé                                                               |
| W w   | dvojité vé                                                       |
| X x   | iks                                                              |
| Y y   | ypsilon, krátké tvrdé ý                                          |
| Ý ý   | dlouhé ypsilon, dlouhé tvrdé ý ypsilon s čárkou tvrdé ý s čárkou |
| Z z   | zet                                                              |
| Ž ž   | žet                                                              |

## Pronunciación

### Vocales
Las vocales a e i o u se pronuncian como en castellano. La y se pronuncia como la i, con la diferencia de que la i indica la palatalización de la consonante inmediatamente anterior. El acento agudo y el redondelito (á é í ó ú ů ý) indican vocales largas. La letra ě indica la palatalización de la consonante que la precede, si corresponde, o el sonido je.

### Consonantes
El diacrítico caron o háček [ˡɦaːʧɛk] (ˇ) indica palatalización. Las consonantes sin listar en la siguiente tabla se pronuncian como en castellano.
| b  | /b/ oclusiva bilabial sonora |
|    | como la b de ambos. Los labios siempre se tocan al iniciar el sonido.                                                             |
| c  | /ʦ/ africada alveolar sorda |
|    | como ts en castellano. |
| č  | /ʧ/ africada postalveolar sorda                                                                                                   |
|    | como la ch en castellano. |
| d  | /d/ oclusiva alveolar sonora |
|    | como la d de andén. Siempre hay obstrucción al iniciar el sonido.                                                                 |
| ď  | /ɟ/ oclusiva palatal sonora |
|    | es una d palatalizada. No existe equivalente en castellano.                                                                       |
| g  | /g/ oclusiva velar sonora |
|    | como la g de angustia. Siempre hay obstrucción al iniciar el sonido.                                                              |
| h  | /ɦ/ fricativa glotal sonora |
|    | representa una aspiración, generalmente sonora.                                                                                   |
| ch | /x/ fricativa velar sorda |
|    | como la j castellana. |
| j  | /j/ aproximante palatal sonora |
|    | semiconsonante, como la y castellana.                                                                                             |
| ň  | /ɲ/ nasal palatal sonora |
|    | como la ñ castellana. |
| ř  | /r̝/ vibrante múltiple alveolar sonora elevada                                                                                     |
|    | es una r palatalizada. Se aproxima al sonido de r+š o r+ž. En algunas regiones de Argentina la rr se pronuncia de manera similar. |
| s  | /s/ fricativa alveolar sorda |
|    | siempre sorda. Como la s de rosa, mas no la de rasgo.                                                                             |
| š  | /ʃ/ fricativa postalveolar sorda                                                                                                  |
|    | es una s palatalizada. Como la ch en algunas zonas de Andalucía.                                                                  |
| ť  | /c/ oclusiva palatal sorda |
|    | es una t palatalizada. No existe equivalente en castellano.                                                                       |
| v  | /v/ fricativa labiodental sonora                                                                                                  |
|    | sonido labiodental o bilabial, fricativo y sonorizado. Como la b castellana entre vocales (raba)                                  |
| z  | /z/ fricativa alveolar sonora |
|    | es una s sonora. Como la s de rasgo                                                                                               |
| ž  | /ʒ/ fricativa postalveolar sonora                                                                                                 |
|    | es una z palatalizada (o una š sonora). Como la ll en algunas zonas de Buenos Aires                                               |